# 제리 맨디

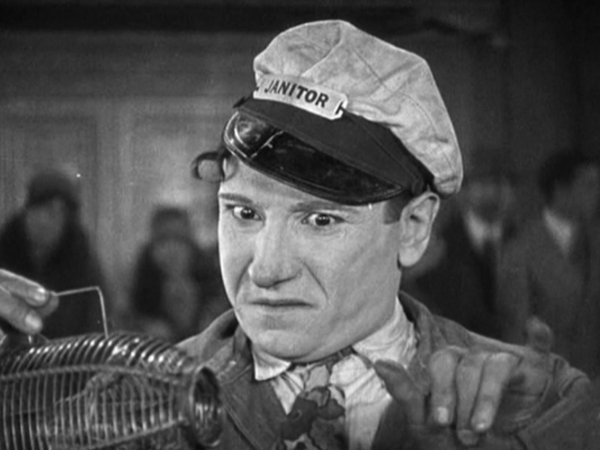

제리 맨디(Gerard Mandia, 1892년 6월 5일 ~ 1945년 5월 1일)는 미국의 배우이다.
우티카에서 태어났으며 할리우드에서 사망하였다. 사인은 심근 경색이다.

## 영화
- 욜란다 앤 더 씨프 (1945년)
- 탱크 유어 럭키 스타스 (1943년)
- 스카이스 더 리미트 (1943년)
- 허스 투 홀드 (1943년)
- 돈 윈슬로 오브 더 네이비 (1942년)
- 터너바웃 (1940년)
- 파리 허니문 (1939년)
- 더 그레이트 오맬리 (1937년)
- 온 더 에비뉴 (1937년)
- 기브 어스 디스 나잇 (1936년)
- 싱잉 키드 (1936년)
- 희극의 왕 (1936년)
- 투 포 투나잇 (1935년)
- 이것이 선물 (1934년)
- 걸 크레이지 (1932년)
- 암흑가 (1927년)